# Разящий луч
«Разящий луч» — российский детективный телесериал производства кинокомпании «Star Media Vision» и канала «РЕН ТВ» при поддержке «Института развития интернета». Действие телесериала разворачивается в СССР в 1960-70-х годах. Сюжет повествует о войне двух разведок — КГБ и ЦРУ.

## Сюжет
Холодная война. ЦРУ пытается раскрыть тайны лаборатории лауреата нобелевской премии Николая Басова, который проектирует лазеры для противоракетной обороны СССР. Чтобы это предотвратить, полковник КГБ Симагин вербует Кима Никанорова — бывшего сотрудника лаборатории. Теперь он — информатор ЦРУ, ему предстоит докладывать ложную информацию о работе Басова. Всё шло плану, пока на пути у КГБ не встала опытная и хитрая противница — агент ЦРУ Леонардо.

## Актёры и роли

### В главных ролях
| Актёр               | Роль                       |
| ------------------- | -------------------------- |
| Иван Колесников     | Ким Никаноров              |
| Дарья Мороз         | Леонардо                   |
| Павел Трубинер      | Баум                       |
| Марина Петренко     | Вера Малышева              |
| Кирилл Гребенщиков  | Валентин Сергеевич Семагин |
| Евгений Харитонов   | Николай Басов              |
| Анна Воркуева       | Наташа Свирская            |
| Сергей Комаров      | Орлов                      |
| Владимир Виноградов | Костырин                   |

## Список серий
| Сезон | Сезон | Серии | Период трансляции   |
| ----- | ----- | ----- | ------------------- |
|       | 1     | 8     | 14 — 24 апреля 2025 |

| № серии | Премьера       |
| ------- | -------------- |
| 1       | 14 апреля 2025 |
| 2       | 15 апреля 2025 |
| 3       | 16 апреля 2025 |
| 4       | 17 апреля 2025 |
| 5       | 21 апреля 2025 |
| 6       | 22 апреля 2025 |
| 7       | 23 апреля 2025 |
| 8       | 24 апреля 2025 |

## Производство
Съёмки проекта стартовали 17 мая 2024 года. Они проходили в Москве и подмосковных усадьбах Суханово и Виноградово.
Съёмки завершились 21 ноября 2024 года.
Премьера телеcериала в онлайн-кинотеатрах «Wink», «Иви» и «Оkko» состоялась 14 апреля 2025 года.